# Phyllis Gotlieb
Phyllis Fay Gotlieb, née Bloom le 25 mai 1926 à Toronto (Canada) et morte le 14 juillet 2009 dans la même ville, est une poète et auteure de science-fiction canadienne.

## Biographie
Née à le 25 mai 1926 à Toronto au sein d'une famille juive, Gotlieb est diplômée de l'Université de Toronto en littérature en 1948 (BA) et 1950 (MA).
En 1961, Gotlieb publie Who Knows One, un recueil de poèmes. Son premier roman de science-fiction, Sunburst, est publié en 1964. Gotlieb remporte le prix Aurora du meilleur roman en 1982 pour A Judgement of Dragons. 
Le prix Sunburst (en), décerné depuis 2001, porte le nom de son premier roman. 
Elle meurt le 14 juillet 2009 à Toronto. 

### Livres de science-fiction
- Sunburst. New York: Fawcett, 1964.
- Why Should I Have All the Grief? Toronto: Macmillan, 1969.
- O Master Caliban! New York: Harper and Row, 1976.
- A Judgement of Dragons. New York: Berkley Publishers, 1980.
- Emperor, Swords, Pentacles. New York: Ace, 1982.
- Son of the Morning and Other Stories. New York: Ace, 1983.
- The Kingdom of the Cats. New York: Ace, 1985.
- Heart of Red Iron. New York: St. Martin's Press, 1989[4].
- Blue Apes. Edmonton: Tesseract Books, 1995[4].
- Flesh and Gold. New York: Tor, 1998[4].
- Violent Stars. New York: Tor, 1999[4].
- Mindworld. New York: Tor, 2002.
- Birthstones. Toronto: Robert J. Sawyer Books, 2007[4].

### Recueils de poésie
- Who Knows One? Toronto: Hawkshead Press, 1961.
- Within the Zodiac. Toronto: McClelland & Stewart, 1964.
- Ordinary Moving. Toronto: Oxford University Press, 1969.
- Doctor Umlaut's Earthly Kingdom. London, ON: Calliope Press, 1974.
- The Works. London, ON: Calliope Press, 1978.
- Red Blood Black Ink White Paper: New and Selected Poems 1961–2001. Toronto: Exile Editions, 2002. – 2002
- Phyllis Loves Kelly. Toronto: University of Toronto, 2014.